# Surrey (Jamaika)

Surrey County

Surrey ist die östlichste Grafschaft (county) von Jamaika. In Surrey liegt u. a. Kingston, die Hauptstadt Jamaikas.
Surrey besteht aus den Parishes:
- Kingston Parish
- Portland Parish
- Saint Andrew Parish
- Saint Thomas Parish